# Ptuj
Ptúj (, na Ptuju) (staro poimenovanje Optuj, latinsko Poetovio, nemško Pettau) je mesto z 18.000 prebivalci (2023) in sedež mestne občine Ptuj (z vsemi četrtnimi skupnostmi ima skupaj skoraj 24.000 prebivalcev) ter upravne enote, prometno, oskrbovalno, gospodarsko, zaposlitveno, izobraževalno in kulturno središče Spodnjega Podravja oziroma Dravskega in Ptujskega polja, Haloz ter južnega dela Slovenskih goric.
V mestu, ki se je razvilo okoli Ptujskega Gradu, ima poleg drugih ustanov regionalnega pomena (Pokrajinski muzej, Bolnišnica Jožeta Potrča, Mestno gledališče Ptuj, Galerija mesta Ptuj, Miheličeva galerija, Šolski center Ptuj itd.), sedež Znanstveno-raziskovalno središče (ZRS) Bistra Ptuj, ki je vodilna razvojna institucija in vmesnik med javnim in zasebnim sektorjem, Regijsko višješolsko in visokošolsko središče (REVIVIS) Ptuj z Visoko šolo na Ptuju itd.
Mesto ima v promocijah naziv najstarejšega mesta v Sloveniji, za kar obstajajo mnogi zgodovinski pisni in ostali viri, ki jih je treba povezovati v smiselno celoto, da se posamezno naselbino opredeli kot mestno središče. Res je, da so na slovenskem ozemlju mnoge naselbine nastale pred Ptujem, zlasti mesta ob obali. Sosledje zgodovinskih dogodkov in številni zgodovinski viri pričajo, da si naziv najstarejšega celinskega mesta zasluži ravno Ptuj.

## Zgodovina
Območje Ptuja je bilo poseljeno že v pozni kameni dobi (neolitiku). To potrjujejo glinene posode in kamnite sekire, najdene na Grajskem griču in na območju današnje ptujske gimnazije. V pozni železni dobi so območje naselili Kelti, kar potrjujejo najdbe z Grajskega griča. 
Okoli leta 15. pr. n. št. je stara keltska naselbina prešla pod rimsko oblast in je bila vključena v vojaško pokrajino Ilirik, še pred tem pa je Petoviona v sklopu kraljestva Norik, v letih 6 - 9 pa je bila del Panonije. Rimljani so najprej postavili Emono, leto kasneje, okrog leta 15 n. št. pa na desnem bregu Drave postavili vojaški tabor, od koder se je naselbina postopno razširila tudi na levi breg, kjer so nastale obrtniške četrti (ostanki rimske peči) in premožnejše četrti z vilami (Vičava, Bratje Reš). Leto 69 se šteje kot prva pisna omemba mesta Ptuj v zgodovinskih virih, ko Tacit piše o posvetu panonskih vojaških poveljnikov v taboru XIII. rimske legije Gemine. 
Zaradi svoje lege na obrobju imperija sta na Ptuju trikrat imeli sedež tudi VIII. legija Augusta in XIII. legija Gemina. V času Pax Romana je rimska legija štela 5.120 legionarjev in jo je običajno podpiralo enako število vojakov pomožnih enot. Bolj prestižne legije in tiste, nameščene na meji imperija ali v nemirnih pokrajinah, so težile imeti več pomožnih enot. Tako so bile nekatere legije na trenutke okrepljene s 15.000-16.000 vojaki. Od tod tudi sklepajo, da bi lahko Poetovio imel, v svojem največjem obsegu, ko sta v njem imeli sedež obe legiji hkrati, tudi nad 100.000 ljudi.
Okoli leta 103 mesto dobi civilno upravo in status kolonije z imenom Colonia Ulpia Traiana Poetovio po cesarju Trajanu. V letih 117 _ 138, to je v času cesarja Hadrijana, je bil zgrajen kamnit most preko Drave. V 2. stoletju je bil v spomin na župana Marka Valerija postavljen Orfejev spomenik. Sredi drugega stoletja postavijo I. mitrej.
Poetovio je postal v 3. stoletju najpomembnejše in največje rimsko mesto na Slovenskem. Mesto je tedaj imelo 10.000 prebivalcev, z okolico pa 30.000 in je bilo celo večje od Londona s 15.000 (Londinium) in Dunaja s 15-20.000 (Vindobona) prebivalci. V tem času postane Petoviona sedež škofije. 2. novembra 303 umre ptujski škof Viktorin (sv. Viktorin Ptujski). Viktorin Ptujski je bil prvi komentator Svetega pisma, ki naj bi bil po mnenju sv. Hieronima v času preganjanja cesarja Dioklecijana na Ptuju mučen ter tukaj tudi umrl.
Leta 379 je ptujski škof Julius Valens Ptuj predal Gotom.
449 se je poslanec Romul mudil na Atilovem dvoru. V pismu omenja Tatulovega sina Oresta (Atilovega tajnega pisarja), ki se je poročil z Romulovo hčerjo, rojeno v Poetovioni in je bila mati zadnjega zahodnorimskega cesarja Romula Avgusta (476).
Okoli leta 452 Huni, na poti proti Italiji, opustošijo Poetovio. Leta 473 Vzhodni Goti zapuste Ptuj, leta 476 propade Zahodno rimsko cesarstvo.
Od leta 568 do 590 se na tem območju naseljujejo Slovani. Leta 795 pride Ptuj pod frankovsko oblast. Leta 811 je Drava določena za mejo med salzburško nadškofijo in oglejskim patriarhatom.
Med letoma 840 in 874 postane Ptuj posest panonskih knezov Pribine in Koclja. Kocelj začne v mestu graditi cerkev na mestu današnje cerkve sv. Jurija, ki je bila posvečena leta 874. Tako postane Ptuj sedež pražupnije in mesto rednih sejmov. Mesto ostane v rokah Ogrov do leta 970. Od leta 977 si je Ptuj lastila salzburška nadškofija.
V zgodnjem srednjem veku je na južnem pobočju verjetno stala slovanska naselbina. Po pisnih virih naj bi v 9. stoletju na območju proštijske cerkve in južno od Prešernove ulice stali dve cerkvi. Leta 1132 pisni viri omenjajo Friderika, gospoda Ptujskega, ki kot salzburški ministerial postane lastnik velikih posesti na Štajerskem. Leta 1147 salzburški nadškof Konrad I. (1106-1147) na novo pozida grad na Grajskem griču, na temeljih starega propadlega. V 13. stoletju ima mesto že vse pomembne zgradbe: poleg gradu še dominikanski samostan (1230) in Zgornji dvor (Mali grad), Spodnji dvor in v drugi polovici stoletja še minoritski samostan ter župnijsko cerkev sv. Jurija. Okoli leta 1250 Ptuj pridobi status mesta in se obda z obzidjem. Iz leta 1273 obstaja najstarejši mestni pečat s podobo sv. Jurija na konju in napisom "+ SIGILLVM * CI * UITATIS * DE * BETOVIA".
Med letoma 1286 in 1494 živi na Ptuju močna judovska skupnost. Imeli so svojo ulico, sinagogo, pokopališče, šolo in svojega sodnika. Leta 1496 jih za vedno iz Ptuja izžene cesar Maksimiljan I. Leta 1315 je bil ustanovljen prvi mestni špital za oskrbovanje siromašnih meščanov. Katastrofalna povodenj leta 1349 podre kamniti most, novega lesenega postavijo dolvodno proti središču mesta. Leta 1376 salzburški nadškof Pilgrim Pucheim Ptuju potrdi mestne pravice in statut, ki tako velja za najstarejši tovrstni pravni dokument na Slovenskem. Leta 1479 Ptuj ponovno pade v roke Ogrom. Leta 1511 cesar Maksimiljan I. proda Ptuj salzburškemu nadškofu in ta ponovno potrdi mestni statut.
22. septembra 1532 pride mimo Ptuja vojska Sulejmana I. Veličastnega, ki pa mesta ne napade, ropa le po okolici. Po koncu turške nevarnosti se mesto prične ponovno razvijati in obnavljati. Leta 1551 dobi mesto mestni grb: rdeč Jurijev križ na sredini srebrnega grbovnega polja. Na dan sv. Jurija leta 1555 cesar Ferdinand I. mesto Ptuj odkupi od salzburške nadškofije in tako za dolga stoletja postane cesarsko-kraljevo deželno-knežje mesto.
Mesto je v 14. stol. dobilo zaključeno obzidje z obrambnimi stolpi, ki so ga v 16. stoletju posodobili zaradi turške nevarnosti italijanski gradbeniki. Od številnih stolpov je ohranjen le še Dravski stolp. V stolpu je Miheličeva galerija. 
Grof Walter Leslie dobi leta 1656 v posest Gornji Ptuj in Ptujski grad in ga ima v lasti do leta 1802. Mesto je doživelo kugo in več požarov. Leta 1744 postavijo spomenik sv. Florijanu. Ob jožefinskih reformah sta ukinjena oba samostana in nekaj cerkva. Ustanovljeno je bilo ptujsko gledališče.
Leta 1805 v mesto pridejo Francozi. Leta 1830 je Simon Povoden, histograf in kurat, vzidal v Mestni stolp nekaj rimskih reliefov in tako nastane prvi muzej na prostem. Ob izgradnji železniške proge, ki je Ptuj dosegla leta 1859-60, je bil preko Drave zgrajen tudi železniški most, ki je bil med 2. svetovno vojno porušen in po njej ponovno zgrajen.
25. februarja 1873, na pustni torek, je bil prvič izveden sprehod pustnih mask po mestnih ulicah. Leta 1886 je bilo ustanovljeno Olepševalno in tujsko-prometno društvo Ptuj, predhodnik današnjega Turističnega društva. Leta 1893 je bilo ustanovljeno Muzejsko društvo Ptuj. 1898 dobi Ptuj plinarno in plinsko razsvetljavo. Leta 1907 je bila po načrtu arhitekta Maksa Ferstla zgrajena mestna hiša. Leta 1925 Ptuj dobi elektriko.
Med 2. svetovno vojno so Ptuj okupirali Nemci in bil sedež okupacijskega okrožja. Mesto je bilo osvobojeno 8. maja 1945. Leta 1959 je bil namesto lesenega zgrajen nov železobetonski most čez reko Dravo, leta 1997 brv za pešce in kolesarje na lokaciji prvotnega lesenega mostu, leta 2007 pa še Puhov most na novi obvozni cesti. Leta 1969 so odkrili v okolici Ptuja termalno vodo, ki je podlaga za razvoj termalnega kopališča. Deset let kasneje je bil zgrajen srednješolski center.

## Geografija
Mesto leži na nadmorski višini 232 m, ob reki Dravi, na diluvialni polici pod Grajskim gričem. Površina mesta je 66,7 km². Leži v SV delu Slovenije, v središču Spodnjega Podravja, v panonski nižini in ima subpanonsko podnebje s povprečno celoletno temperaturo 10 ºC. Obdajajo ga Slovenske gorice in Haloze ter Dravsko in Ptujsko polje. 

## Urbanizacija
Območje mesta je bilo poseljeno že v pozni kameni dobi, v antiki se je iz vojaškega tabora v prvem stoletju razvila rimska utrdba Poetovio. Srednjeveški del mesta se je naslonil na vznožje Grajskega griča. Mimo Ptuja je potekal tudi zgodovinsko pomemben prehod čez Dravo, kjer je potekala trgovska pot med Baltskim in Jadranskim morjem imenovana Jantarska pot.
Novejši del mesta s stanovanjskimi bloki in s posameznimi hišami se širi na severozahod proti dolini potoka Grajene, na sever do vznožja Ptujskih goric in na severovzhod proti dolini potoka Rogoznice.
Po 2. svetovni vojni je Ptuj doživljal več upravno-političnih sprememb. Leta 1965 je nastala krajevna skupnost Ptuj, ki je obsegala staro mesto, predmestje Breg na desnem bregu Drave, Budino, Krčevino, Orešje, Spuhljo, Štuke (im. Štuki), Rabelčjo vas in Vičavo. Leta 1977 se je povečal za del Rogoznice in Zgornje Hajdine. Kasneje so se iz KS Ptuj oblikovale posamezne krajevne skupnosti. Predeli mesta so še Rogoznica na desnem bregu Drave, Nova vas (pri Ptuju) in Brstje.

## Uprava
Ptuj je danes sedež Mestne občine Ptuj, ene od 11 mestnih občin v Republiki Sloveniji. Naselja v mestni občini so še: Grajena, Grajenščak, Kicar, Krčevina pri Vurbergu, Mestni vrh, Pacinje, Podvinci, Spodnji Velovlek in Spuhlja. Ptuj ostaja močan gospodarski, kulturni, šolski, zdravstveni in upravni center Spodnje Podravske regije. Pomembno vlogo imata srednješolski center in bolnišnica. V mestu je pet osnovnih šol, tri srednje šole, Gimnazija Ptuj in višja strokovna šola.

## Promet
Ptuj je tudi pomembno prometno vozlišče. Tukaj se križajo avtocesta iz Maribora proti Gruškovju in Zagrebu (Hrvaška) in glavna cesta iz smeri Slovenske Bistrice proti Ormožu, Središču ob Dravi in na Hrvaško, kot tudi več regionalnih cest. Skozi mesto vodi železnica iz Pragerskega v Ormož in naprej v Mursko Soboto in Madžarsko ter na Hrvaško. V bližini mesta je zajezena Drava za hidrocentralo Formin. Ptujsko jezero je največje umetno stalno jezero v Sloveniji.

### Letališče
- Športno letališče Ptuj v Moškancih je oddaljeno 7 km.

## Znamenitosti in stavbna dediščina
Na Ptuju se vsako leto odvija kurentovanje, kjer tekmujejo pustne maske iz različnih krajev, med njimi domača pustna maska kurent, ki je svetovno znana posebnost.
- grad Ptuj
- cerkev svetega Jurija
- Dominikanski samostan Ptuj
- Minoritski samostan Ptuj
- Mestni stolp
- Ostanki rimske Poetovie

- Orfejev spomenik
- Mitreji
- rimske spolije na mestnem stolpu
- Rimska ulica
- Rimska ploščad
- Cankarjeva ulica
- Prešernova ulica

- Rotovž
- Stara oz. Pirichova usnjarna

- Levo Mali grad, spredaj zapori, na vrhu Gornji grad
- Del zbirke antikvitet na Ptujskem gradu
- Prešernova cesta
- Notranjost hiše Prešernova ulica 28
- Pročelje cerkve dominikanskega samostana

- Obnovljena minoritska cerkev ob samostanu
- Max von Ferstel: Ptujska mestna hiša (1906-1908 - prva nagrada na natečaju)
- Sv. Florijan pred mestno hišo
- Mestni stolp / Orfejev spomenik / cerkev sv. Jurija
- Orfejev spomenik in v ozadju Gledališče Ptuj leta 1960

## Kulturno-zgodovinske ustanove
- Pokrajinski muzej na Ptuju (prej PM Ptuj-Ormož)
  - Miheličeva galerija Ptuj
- Mestno gledališče Ptuj
- Mestni kino Ptuj
- Kulturni dom Ptuj

### Festivali in prireditve
Na Ptuju se vsako leto odvija kurentovanje, kjer tekmujejo pustne maske iz različnih krajev, med njimi domača pustna maska kurent, ki je svetovno znana posebnost. 
- Kurentovanje je največja organizirana pustno-karnevalska prireditev v Sloveniji in osrednji Evropi
- Mednarodni filmski festival Primus
- Festival komorne glasbe Musica Poetovionis
- Art Ptuj Arsana - glasbeni festival
- Mednarodni festival sodobne likovne umetnosti
- Ptujska noč
- Rimske igre

### Sejmi
- Jurjev sejem - 23. april
- Ožbaltov sejem - 6. avgust
- Katarinin sejem - 25. november

### Šport in rekreacija
- Nogometni klub Drava
- Rokometni klub Drava Ptuj
- Ženski rokometni klub Ptuj

## Uprava

### Četrtne skupnosti
Mestna občina Ptuj obsega osem četrtnih skupnosti:
| Četrtna skupnost | Prebivalstvo |
| ---------------- | ------------ |
| Center           | 3.681        |
| Breg-Turnišče    | 3.743        |
| Ljudski Vrt      | 5.903        |
| Jezero           | 1.581        |
| Panorama         | 2.072        |
| Rogoznica        | 3.867        |
| Grajena          | 2.390        |
| Spuhlja          | 872          |
| Skupaj           | 24.109       |

### Okolica
- Borovci so obcestno naselje ob magistralni cesti Ptuj - Ormož. Kmetje se ukvarjajo predvsem z mlečno živinorejo in s poljedelstvom, v bližini je precej borovih gozdov. Severno od kraja je potekala rimska cesta Poetovio - Savaria.
- Bukovci so obcestno naselje ob regionalni cesti Ptuj - Zavrč. V okolici je nekaj njivskih in travniških površin, precej nekmetov je zaposlenih na Ptuju.
- Draženci so obcestno naselje zahodno od magistralne ceste Maribor - Zagreb. V bližini je nekaj večjih farm bekonov in piščancev.
- Grajena je gručasto naselje s središčem v dolini potoka Grajena, deloma pa sega na bližnja pobočja Slovenskih goric. V dolini prevladujejo njive in travniki, na prisojnem pobočju Ptujskih goric pa plantaže sadja in vinogradov.
- Grajenščak je razloženo naselje večinoma na prisojnih pobočjih Slovenskih goric nad dolino potoka Grajena. V bližini je veliko plantažnih vinogradov in sadovnjakov.
- Kicar je razloženo naselje na slemenu med dolinama potoka Rogoznica in reke Pesnice. Na prisojnih slemenih so vinogradi in sadovnjaki, med vznožjem goric in Ribnikom pa obsežen gozd Dubrava.
- Markovci so obcestno naselje na robu dravske terase vzhodno od Ptujskega jezera. Nad teraso so njive, med naseljem in Ptujskim jezerom pa travnki, ki dajejo osnovo živinoreji. V neposredni bližini se nahaja Ptujsko jezero, ki je največje umetno jezero v Sloveniji. Obrežje jezera je pomemben biotop redkih ptic.
- Nova vas pri Markovcih (prekmursko/prleško Nouva ves)
- Spodnja Hajdina je obcestno naselje ob cestah proti Slovenski Bistrici in Ptujski gori ter magistralni cesti Maribor - Zagreb. Ob prehodu čez Dravo je stalo ilirsko keltsko naselje, proti Ptuju pa stavbe rimske Poetovie.

### Pobratena in partnerska mesta
Ptuj je pobraten s šestimi mesti:
- - Aranđelovac, Srbija
- - Banská Štiavnica, Slovaška (2002)
- - Burghausen, Nemčija (2001)
- - Saint-Cyr-sur-Loire, Francija (1998)
- - Ohrid, Severna Makedonija (2006)
- - Varaždin, Hrvaška (2004)

### Oddaljenost od različnih mest
Maribor (27 km), Ljubljana (132 km), Celje (61 km), Koper (249 km), Zagreb (86 km), Graz (87 km), Dunaj (231 km), Budimpešta (350 km), Rim (881 km), München (517 km), Beograd (471 km).

## Pomembni domačini
- Mark Valerij Maksimijan, rimski vojskovodja in politik
- Viktorin Ptujski, škof mesta Peotovio, pisatelj, mučenec in svetnik
- Romul, ded zadnjega zahodnorimskega cesarja Romula Avgusta
- Gregor Jožef Plohel, slovenski pisatelj, avtor prve knjige v vzhodni štajerščini
- Elsa Oeltjen Kasimir in Jan Oeltjen, slikarja
- Ivan Potrč, slovenski pisatelj, po katerem je poimenovana ptujska mestna knjižnica
- Kristjan Čeh, atlet, metalec diska
- Nastja Čeh, nogometaš, ki je igral v Ligi prvakov s klubom Brugge
- Miha Remec, avtor znanstveno fantastičnih knjig
- Benka Pulko, slovenska popotnica z motorjem, pisateljica, fotografinja, humanitarka, rekorderka v Guinnessovi knjigi rekordov
- Dejan Zavec, boksar in prvak v srednji kategoriji
- Laris Gaiser, geopolitik, predavatelj in svetovalec za mednarodne odnose
- Franc Gumilar, zgodovinar, muzealec
- Jože Maučec (1907-1972), geograf in zgodovinar, šolnik, kulturni in turistični delavec, publicist, pobudnik kurentovanja na Ptuju
- Zvezdana Mlakar, gledališka in TV igralka
- Oliver Mlakar, avtor in voditelj RTV kvizov in kuharskih oddaj v Sloveniji in na Hrvaškem
- Igor Samobor, gledališki in TV igralec
- Darko Brlek, slovenski klarinetist, glasbeni menedžer in festivalski organizator
- Vladimir Pajek, slikar, fotograf in predsednik SKEI
- Zlatko Šugman, slovenski gledališki in filmski igralec
- Zora Konjajev, slovenska zdravnica
- Ernest Faninger, slovenski geolog-mineralog in muzealec
- Stojan Kerbler, fotograf Haloz
- Drago Hasl, kulturnik, šolnik, glasbenik, knjižničar, pobudnik kurentovanja
- Albin Pišek, turistični delavec, pobudnik kurentovanja
- Viktor Gojkovič, kipar in restavrator
- Albin Lugarič, slikar
- Ernest Faninger, geolog
- Izidor Janžekovič, arheolog, zgodovinar
- Martin Kmetec, minorit, nadškof v Izmirju
- Jožica Škofic, jezikoslovka dialektologinja, izredna članica SAZU
- Anita Šumer, pekovska mojstrica